# Bandera de Alcoy

Bandera oficial histórica de la ciudad de Alcoy

L'estendard d'Alcoi o Bandera Gran de Sant Jordi en valenciano es oficial desde el día 25 de noviembre de 2005, aprobado en sesión plenaria, después de veinte años de uso corporativo por parte del ayuntamiento de Alcoy.

## Historia
Se tienen referencias de esta bandera ya en el año 1509 en sustitución de la bandera real usada desde 1447.
Se sabe que en los primeros tiempo el San Jorge a caballo sólo figuraba como remate. En 1564 se confecciona una bandera de campo para las milicias locales.
Con fecha de 23 de abril de 1582 se estrenó una nueva bandera en la que por primera vez aparece el San Jorge sobre el paño de la bandera.
El año 1724 se confecciona una bandera blanca con el escudo de los Borbones y el escudo de la ciudad a los cuatro ángulos después de capitular Alcoy a las fuerzas borbónicas. El antiguo estandarte local, no obstante, se exhibió en la proclamación de Fernando VI en 1746 y en la proclamación de Isabel II en 1833 así como con en los actos celebrados los 23 de abril. El 13 de abril de 1840 el Capítulo de la ciudad decide su venta. El diseño no fue recuperado hasta la década de los 80.

## Datos técnicos
- Descripción: La bandera consiste en cuatro barras rojas en sentido horizontal sobre fondo amarillo y en el centro las armas reales y las primitivas de la villa con la figura de San Jorge y la Corona Real timbrando todo el conjunto.
- Proporciones: La bandera 2:3 El conjunto heráldico unas 3/4 partes del ancho o altura de la bandera.
- Tono de los colores: El rojo es carmesí. El amarillo es fuerte, el oro heráldico. El azul de los ríos, el campo del escudo de San Jorge y del campo de las armas reales, es azur. La cruz es roja. El campo de las armas de la villa, las alas, el caballo y ropa de San Jorge son blanco, del color de la nieve. Las torres son marrón castaño y el dragón de oro. La cumbre o figura de San Jorge que remata la asta, de color oro viejo, dorada.
- Descripción de los escudos:
- 1. Escudo de San Jorge: En campo de azur la imagen de San Jorge con armadura de argento sobre un caballo blanco, el dragón de oro.
- 2. Escudo de la villa: En campo de argento una puerta de muralla de su color sumada de una cruz de gules y un talud de terreno de sinople bordeado por dos ríos que confluyen en la punta. La puerta y los ríos cercados de dos sierras montañosas de su color; campo de azur con un azulejo de cuatro palos de gules sobre oro en medio de un vuelo de argento"[1]